# 四平战役

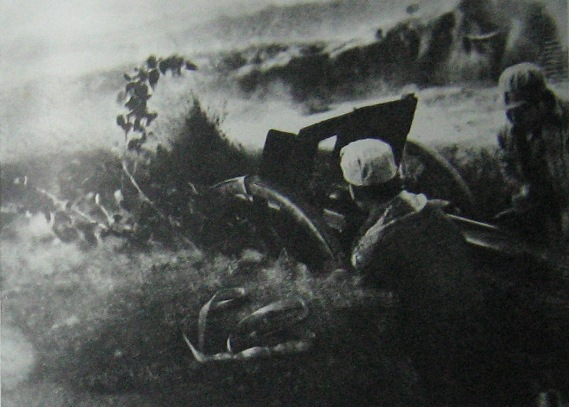
東北民主聯軍炮兵使用九九式山炮

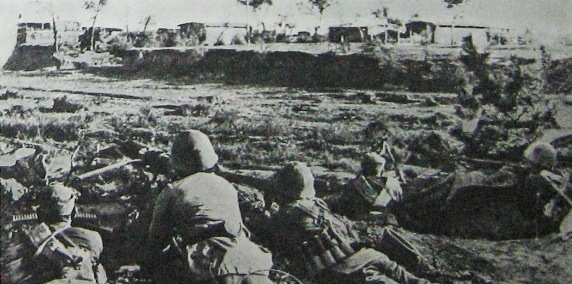
東北民主聯軍九二式重機槍陣地

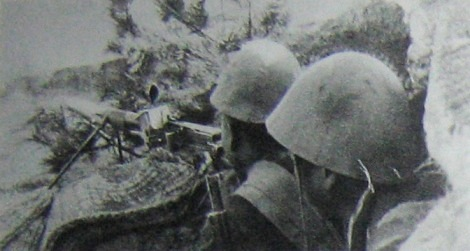
東北民主聯軍步兵使用大正十一年式輕機槍

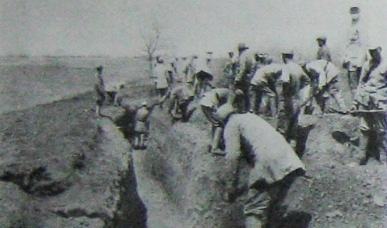
東北民主聯軍步兵正在挖掘壕溝

四平战役又称“四战四平”，是第二次国共内战时期在四平的四次大规模作战。从1946年3月到1948年3月，国共双方在这座当时总人口只有10万人的城市先后投入兵力40余万，对这一军事重镇展开反复争夺，共展开四次大战役。1948年3月第四次四平战役后，四平最终被解放军夺取。

## 背景
第二次世界大战末期，1945年8月9日，苏联政府对日本宣战，出兵中国东北，全面对日作战。8月11日，八路军总部命令吕正操部、张学思部、万毅部、李运昌部挥师出关，对日伪军队作战，收复东北。8月14日，日本宣布无条件投降。中共中央派干部、军队陆续开赴东北，建立东北根据地。1945年11月，中国共产党已有100,000余军队、20,000幹部到达东北。
而國民政府依据《中苏友好同盟条约》，行政接收东北的行动则受到了苏联军队的掣肘。为迅速实现对东北地区的有效控制，国军在美国帮助下加紧从大西南往东北调兵，实施武力接收。在1945年12月至1946年1月，国军陆续派接收大员进入东北各城市，設置國民政府各級單位。
三国四方利益在东北的交汇与碰撞，终于在1945年11月擦出了国共东北军事冲突的火花。
1945年12月，美国政府派马歇尔将军来中国调处国共冲突。东北形势开始呈现和与战交错并行的不明朗态势。

## 第一次四平战役
1946年3月13日，驻四平苏联军队全部撤离。东北民主联军决定，在苏军撤离后首先控制沈阳以北的长大铁路干线城市，并由西满军区部署首先夺取战略要地四平。总指挥为钟伟，副总指挥马仁兴（辽宁保安第一旅旅长兼、旅政委邓东哲）。
东北民主联军于1946年3月15日攻占了四平西郊飞机场，1946年3月16日晚围住四平城。战斗于3月17日凌晨2点打响。保一旅第一团的任务是从四平西南角海丰屯一线进攻，突破防御后向四平市内发展，占领横跨四平市中心的大铁桥，切断守军联系。激战10个小时战斗结束。除200多名守军逃跑外，其余3,000多守军和政府官员被俘或被歼。俘虏了國民政府辽北省政府主席刘翰东、保安司令张凯及王大化、王耀东等3000余人。东北民主联军缴获轻重机枪69挺、大小炮32门、步枪2,000余枝、汽车20辆、马700匹，以及大批军用物资。

## 第二次四平战役
1946年3月27日，由周恩来、张治中、吉伦军事三人组，签订了《调处东北停战的协议》。
1946年3月31日，国军东北行辕主任熊式辉和保安司令长官杜聿明集中5个军11个师的兵力由沈阳地区沿中长路（自哈尔滨西至满洲里，东至绥芬河，南至大连）和（安东至沈阳）向南满和北满发动大规模进攻。
国军在苏撤区的大举进攻，迫使中共中央迅速开始部署四平战役。根据毛泽东的一系列命令，林彪主持东北民主联军指挥部专门召开会议研究四平战役方案。为实现毛泽东的战略意图，林彪决定迅速从东满、南满和西满调兵遣将到四平南部集结，准备同杜聿明集团在四平地区开展一场大会战。四平战役一触即发。
1946年4月18日，国军新一军三十师，开始向四平南郊的海丰屯、玻林子和鸭湖泡等阵地发起正面进攻，东北民主联军守城部队还击，四平战役正式打响。国军连续攻城9天。1946年5月15日又开始了更大规模、更加激烈的战斗。国军集中了10个整师的兵力到四平前沿阵地。国军东北保安副司令郑洞国、梁华盛前线指挥，部署了左、中、右3个兵团向四平进攻。其左部兵团在四平以西和西北的八面城、梨树方面进攻；中部在四平西南近郊进攻；右部沿开原至叶赫公路向四平进攻。1946年5月15日拂晓，国军以猛烈炮火轰炸民主联军西南、东面阵地，采用人海战术成营、成团地进行集团冲锋。在獾子洞阵地前，以两个团兵力整日轮番攻击10次之多，被民主联军击退。新一军之五十师以10倍的兵力向258高地进攻，进占该阵地。
1946年5月16日，国军又向四平东南331.5高地强攻，经过一天的激战，民主联军击退了7次进攻，毙伤国军600余人。国军用坦克冲锋、用大炮轰击，民主联军阵地和大部分火器被击毁，阵地被攻占。1946年5月17日，国军在空中用飞机扫射轰炸，在地面用大炮轰击，并以坦克为掩护又向塔子山阵地突击冲锋。民主联军战士打退了国军12次冲锋。
1946年5月18日拂晓，塔子山再次鏖战。国军新50师又在10余架飞机、大炮和坦克的配合下，从东、南、西三个方面集中全部炮火再次猛轰塔子山阵地。坚守山头阵地的民主联军指战员虽打退了多次整营的冲锋，阵地失陷。中共中央决定守城部队于1946年5月18日全部撤离四平，至此，历时一个月的四平保卫战结束。
根据国军《四平长吉会战战斗详报》记载，此战（含追击作战）阵亡官兵1,363人，负伤2,496人，失踪606人，而打死民主联军26,146人，伤56,306人。但《第四野战军战史》记载自身伤亡8,000余人，打死打伤国军16,000余人。
第二次四平战役以民主联军失败告终，但在四平城内外的阻击破坏了国军原定1946年4月2日占领四平的计划，成功地为友军占领黑龙江重要城镇争取了时间，也为巩固后方根据地打下了基础

## 第三次四平战役

### 前奏
1947年5月16日，东北民主联军二纵攻击怀德，随后将增援怀德的国军第七十一军第88、第91师又1个支队歼灭于大黑林子地区。陳明仁率残部撤至四平，四平城区原守军第五十二军第2师第2团回防沈阳。驻防在通辽、郑家屯、长岭一线的第七十一军第87师师部及261团全部、259团2个营经由八面城撤往四平。5月21日近午，259团第3营于15日在双山被东北民主联军七纵歼灭；260团分散在昌图之喇嘛地区，5月24日被七纵袭击歼灭。国军87师撤至四平实有兵力为261团全部，259团两个营及师直属部队。
四平城区守军仅有第七十一军留守部队、第87师余部及辽北省两个保安团。陈明仁紧急整补所部：
- 第七十一军：军长陈明仁；副军长向凤武；参谋长马国恩
  - 87师补入新兵4,000余人，所部约有兵力7,795人。师长熊新民；副师长戴海容
    - 259团 团长：王卓超
    - 261团 团长：周君平

  - 71军暂3师改编为第88师。暂3师10团600余人、12团1,000余人，88师残部800余人。暂3师师长彭锷担任88师师长，参谋长王多年。5月24日保安第6师（师长陈天熹，原为1945年11月1日在唐山收编的伪满军姜鹏飞部，改编为东北保安第六支队）2个团3,000余人编入88师。继而把周边溃退下来的散杂部队补充88师。战前，88师兵力已恢复编制实力。6月15日战中伤亡过大，将守备区内的步兵独立第4团（1947年5月中旬自锦州师管区接新兵2,300余人由昌图集训后调入四平）的2个营编入88师，实力8,444人。
    - 262团 团长程杰
    - 263团
    - 264团 团长李应熙
- 第七十一军直属输送团，大黑林子9个连被歼，仅余百余彩号。经补充辖四个营，2,500人。团长陈明信（陈明仁之弟），担任核心守备区指挥官。 副团长肖家骥
- 第十三军54师：1947年5月23日自东丰退守四平，准备撤退沈阳。因昌图段被东野攻克，交通截断，故留下协防四平，归陈明仁指挥。师长史松泉，1947年6月宋邦纬继任师长。辖第160团（1,230人）、第161团（2,000人），四个半营。另直辖炮连（炮4门）等。第162团于1947年4月3日随第89师参加第四次进攻临江战役，在柳河县红石砬子被全歼。
  - 160团 团长杨齐
  - 161团 团长马鹤峰（孙鹤峰）
- 保安第6师（东北保安第六支队或称保安第12区）第17团战前由彰武驰援四平，防守城区西南面。团长刘其昌。
- 第五十三军榴弹炮营（欠1连）
- 新六军运输营
- 辽北省保安司令部
  - 两个保安团，分别由87师、88师指挥。
  - 四平街及梨树等县7个保安大队
- 辽北团管区，辖3个大队
- 交警大队
- 第5绥靖区，主任陈明仁
- 齐齐哈尔铁路警务处
- 联勤第17兵站支部、第48兵站支部

陈明仁率第七十一军防守铁路以西的市区，命五十四师师长宋邦纬率部防守铁路以东地区，陈对宋声称不准西越铁道，否则予以射杀。
民主联军1纵、6纵和西满纵队为攻城部队。攻方总指挥先是李天佑，后由洪学智接任。 

### 经过
1947年6月11日外围战斗打响，西满纵队一师攻占四平西郊飞机场，全歼国军七十一军运输营和保安团一个营共600余人。1947年6月13日，第一纵队二师四团二营攻占国军新立屯据点。
东北民主联军攻城部队决定从铁路西市区重点突破进攻。1947年6月14日20时，在雷雨中东北民主联军攻城部队发起总攻。
- 6月15日早2时30分，第一纵队第一师从海丰方向突破防线，15日晨突入市区的一纵队第一师、第二师并肩作战，开始了纵深战斗。
- 6月15日拂晓西满纵队突破守军前沿，守军缩到城内防区。6月16日西满纵队从四平西北面突破国军二麦路防线。

17日，攻城预备队投入市区作战，进城后采取一个营打一个街的办法。
6月18日西满独立一师从铁西区北面撕开了个口子，马师长立即指挥先头团扩大突破口，向城西北侧猛插，第88师一部冲上来进行反击，被独立一师击退。
6月19日第一纵队一师因伤亡过大，撤出四平。6月19日独立一师迫使交警部队200余人在天桥北铁路边投诚。
6月20日，民主联军攻破国军核心守备区，占领国军部。国军城防总指挥陈明仁逃至路东，核心守备区指挥官陈明信被俘。6月20日晚20时，基本占领铁西区，第17师与西满纵队会师。
6月21日，林彪向各纵队首长下达了命令，大意是四平战斗自总攻开始后，已激战8昼夜，再以一个礼拜的时间，将打垮守城之敌。当天下午，六纵十七师和七纵的全部投入战斗，向四平城东区发起攻击。6月21日晚21时，独立一师将据守在火车头和车厢内的国军赶过铁路东，东北民主联军终于攻占了四平街的西半区。6月21日，六纵队十七师同一纵三师配合，从四平市南桥洞一带突入路东市区，攻破路东市区国军重要支撑点天主教堂外围据点。同日，民主联军西满纵队独立第一师从天桥北侧向康德火磨方向突击严重受阻。国军在地上撒了层黄豆，民主联军战士冲锋时脚踩黄豆极容易摔倒，国军趁机扫射，民主联军伤亡甚重，多次突击均未成功。后来，独立一师采用了脚下铺衣物、棉被、麻袋、帆布等方法，克制黄豆战术，艰难地推进过了天桥，但国军依托楼房、地堡，交叉火力极其密集，突击地域又很狭窄，难以展开兵力，独立一师连攻数次都未能奏效。由于伤亡过大，突击部队已经失去继续向纵深发展的能力。
6月22日，李天佑指挥第三师，第十七师和西满纵队继续向城东发起猛烈攻击。
6月23日凌晨，第七纵队邓华司令员命令独立一师向城东区展开了猛攻。国军5次反冲锋。天亮时，民主联军由于伤亡过大，被迫后退。23日傍晚西满纵队独立一、二两师奉命撤出战斗，准备南下打援。独立一师马仁兴师长在查看地形时，被一颗流弹打中胸部，当场陣亡。6月23日。东北民主联军第六纵队十六师、十八师投入四平攻坚战。四平战斗改由第六纵队司令员洪学智统一指挥。
6月25日，一纵队三师攻占国军重要据点天主教堂。国军余部被压缩在晓东中学、油化工厂一带，路东市区一半以上被民主联军占领。陈明仁被围甚急，要求派空军轰炸解放军和空投粮弹，杜聿明应其请求，几乎每天派出飞机五十至一百架次不分昼夜出动。
6月28日，国军东北保安司令长官部调集新一军、新六军、五十三军等4个军9个师增援四平部队，解四平之围，并与民主联军决战于四平外围。
1947年6月30日拂晓东北民主联军全部撤离四平战场。四平攻坚战结束。
这次四平攻坚战是东北民主联军历史上第一次大规模的城市攻坚战。此役根据《第四野战军战史》记载，民主联军伤亡13,000余人，歼灭守军17,000余人。七纵歼敌4854人，自己伤亡3828人。132师师史记载，三打四平时，仅7团7連伤亡达122人，比战前连队总人员还多6人（中途补充兵员二次）。而《国军戡乱战史》则承认第七十一军（附第54师，含外围战斗）伤亡23,000余人，估计打死打伤民主联军150,000人，俘虏2121人。
西满独立一师除师长马仁兴陣亡外，第二团政委杨保生，第一团三营副营长龚正和（四川阆中县人，1913-1947）、第一团一营副营长韩光荣（河北任丘人，1916-1947）等也在前沿阵地陣亡。西满独三师七团团长黄历华（江西兴国人，1920-1947）指挥所被炸陣亡。
陈明仁和廖钧因功获得青天白日勋章。八十八师师长胡家骥作战不力被撤职查办，杜聿明乘机保荐其陕西同乡亲信韩增栋为师长。
三战四平失利后 ，林彪承担了全部责任，并给李天佑写信，总结经验教训。李天佑总结：三战四平失利的一个原因是兵力投入不足；战前，西满纵队司令邓华曾给林彪提建议:应该增加一个纵队参战。林彪只增加了一个师。西满独三师师长李化民回忆：敌人地堡多，工事坚固，我们火炮少，只能靠炸药包，后来我们炮弹都打光了，满战场找炮弹，非常狼狈。
第三次四平作战，又以东北民主联军失败而告终。林彪在干部会上三次检讨：三打四平完全由我负责，主要是我情况掌握得不够，太急于求成。如果不那么快地下决心攻城，坚持围城打援后再攻城，结果会好得多；另外，这次攻坚战暴露了我们部队攻城能力不强，主要是我研究得不够。随即林彪致力于攻坚战术的研究，强调"四快一慢"重点是"慢"。此后无论是东北民主联军，还是之后改称的东北人民解放军，乃至其部东北野战军入山海关作战后改称的第四野战军，再也没有在城市攻坚中出现过如此巨大的伤亡。

## 第四次四平战役
第四次四平争夺战发生于1948年3月，是东北人民解放军（原东北民主联军）所实施的东北冬季攻势最后一个阶段。当时，东北人民解放军先后占领彰武、鞍山、营口、法库、开原等中小城市，国军累计损失５万余人，争取１个师投降，在此情况下，林彪第二次决定攻打四平。1948年2月27日，林彪下达作战命令，决以1纵、7纵及3纵一部、独立第2师、总部直属炮兵团承担攻城任务，由1纵司令员李天佑、政委万毅统一指挥。
国军方面，由于无暇出兵驰援四平。当时的四平守军仅有一个在第三次四平争夺战中伤亡惨重仍未恢复元气的第88师，以及第71军和新1军的留守人员、地方民团，计一万九千余人。守军指挥官、第88师师长彭锷决定死守四平。
1948年3月4日，东北人民解放军攻城部队开始外围战斗，集中力量扫清四平守军的外围支撑点。各部队分头进攻，先后攻占了海丰屯、徐家窑、新立屯飞机场、师道学校、红嘴子，东门外地堡群以及城北制高点三道林子。3月7日6时30分，七纵十九师五十六团二营的突击队第五连首次从正面进攻三道林子受挫，伤亡惨重。营长胡扒英、教导员贾巨文调二梯队的第七连主攻，战士们打好行囊，写好遗书，穿上平时舍不得穿的新衣，新鞋，宣誓战斗到最后一人也一定要将红旗插上三道林子。3月7日12点整开始突击，二营副营长赵福顺带第七连突击，攻入地堡群。七连二排作为尖刀排，在排长羊克礼（苏北阜宁县新四军第三师老战士出身）率领下，在猛烈炮火和轻重机枪的掩护下，一举突破前沿，逼近1号地堡群，随即指挥九班战士谢春和冒着雨点般的机枪扫射扑向母堡，谢春和扔出一颗手榴弹趁着爆炸硝烟的掩护，以撑杆跳的方式跳过3米宽的壕沟，用爆破筒炸掉了母堡。紧接着九班副班长赵永林继续突击，把红旗插在了第二个地堡群的母堡上。排长羊克礼趁机率尖刀排七、八个战士夺过守军机枪，掉转枪口猛扫，仅用15分钟歼灭一个连和两个机枪排，成功地拿下了三道林子。在这次战斗中，羊克礼一次立下了3大功，被授予“毛泽东奖章”。今四平市铁西区红嘴村的三道林子战斗遗址在2021年被文化和旅游部、中共中央宣传部、中央党史和文献研究院、国家发展改革委发布“建党百年红色旅游百条精品线路”的“英雄吉林·精神永存”精品线路的革命遗址景点之中。
1948年3月10日国军外围支撑点全部被东北人民解放军肃清。
1948年3月12日7时40分，总攻开始。8点钟，三个纵队相继突破国军之防御堡垒，攻入市内。
- 第一纵队从西北、正北两个突破点向城里攻。突入路东的人民解放军第一纵队，采取迂回穿插战术，把国军的防御体系打乱，随即组织部队连续发起猛攻。
  - 独立二师配属给一纵，在城西北角师范学校由西向东沿中央大街助攻，把助攻当成主攻来打。担任突击的第1团第6连，在炮火延伸瞬间发起了冲锋，迅速打开了突破口。师属炮连伴随跟进，距敌200米抵近射击，摧毁了步兵前进的障碍。打下辽北省教育厅后，被天桥上的一大二小3个碉堡火力挡住，爆破手前赴后继炸掉天桥。3月13日9时战斗结束，独立二师此役歼1,000余人。
- 第三纵队从东北、东南向城里攻，第七纵队从西南往城里攻。

激战至深夜国军部分残兵缩到两个据点。彭锷仓皇间带着1,000余人向北突围而去，扔下了仍然坚持在阵地上的大部分国军第88师官兵。1948年3月13日晨，东北人民解放军经过重新组织和准备，对国军残部发起最后猛攻。7点整战斗全部结束。
这次战斗国军损失1.9万余人，其中生俘1.56万余人，伤亡3,780人。缴获各种炮216门，机枪461挺，各种枪支9,688枝，各种炮弹1.1万发，子弹77.9万发，手榴弹7,474枚，火车头30辆，车皮500节，汽车85辆，骡马1,651匹，电台23部，以及其他大量军用物资。人民解放军伤亡4,931人。七纵19师57团参谋长王健（河北博野人，1919－1948）牺牲。

## 争议
中華民國立法院院長梁肅戎，在晚年的回憶錄中谈到民主联军驱赶百姓当炮灰的做法
 民國三十七年三月，共軍三度進攻四平，計有五波攻勢。這次共軍發動人海戰術，把老百姓組成隊伍，一波波的往前趕，打得老百姓的屍體堆積如山。國軍也不忍心再打下去，共軍則踏著死屍，攻進四平。最後四平淪陷日有的說是三月十二日，有的則說是三月十五日，我則清楚的記得是黃曆二月二日『龍抬頭』當天。共軍為什麼能發動人海戰術？以我家鄉為例，我家鄉離四平五十華里，當時共產黨到地方上，首先開群眾大會，把地主、士紳公然處決，然後威脅這些老百姓說：『你們把國民黨的地主、士紳處決了，將來國民黨回來，你們也沒命了。』
此外日籍解放军以及朝鲜志愿者大批参与了该战役。

## 结果
1948年3月13日晚，接收四平市的共产党地方干部进入四平市。 此后随着辽沈战役爆发以及国军在东北的完败，四平这座城市再没发生过战事。

## 影响
四战四平產生了對东北解放战争各战略阶段的战局決定性的影響，此役使共產黨在東北佔有優勢，敢發動對日後國共兩黨 成敗泱定性的遼瀋戰役，間接改變雙方實力對比，兩役後國軍精銳要地盡失，使國民黨逐漸走向守勢，決定国共两党在全國战场上的最终结局，进而影响了此后国共两党的政治命运。
四次四平作战，国共双方累计投入兵力90万多人次；国军被毙、伤、俘6万余人；解放军伤亡4万人以上，其中阵亡近两万人；其中师长1人即马仁兴。团级干部60余人，有老红军杨保生；营级干部160余人，有老红军龚正和，老八路韩光荣、张增棠等。约近两万名牺牲者连名字都没有留下，成为了四次四平作战的无名烈士。2019年盐城市有关部门到四平市，查找到在四次四平战役中牺牲的盐城籍烈士470位，其中盐城74名、建湖109名、响水31名、滨海90名、射阳38名、阜宁127名、大丰1名。其中，新四军三师烈士165人，占牺牲烈士的35.1%；新四军四师126人，占牺牲烈士的26.8%；烈士参军时平均年龄17周岁，牺牲时平均年龄25周岁。

## 评价
毛泽东：“化四平街为马德里”。

## 备注
1. ↑  第四次四平战役战役前夕改称東北人民解放军